# Ermita de San Roque (Benasal)
La ermita de San Roque de Benasal, en la comarca del Alto Maestrazgo, provincia de Castellón, es un lugar de culto catalogado como Bien de Relevancia Local, con la categoría de Monumento de interés local, con códigoː 12.02.026-006, según la Disposición Adicional Quinta de la Ley 5/2007, de 9 de febrero, de la Generalitat, de modificación de la Ley 4/1998, de 11 de junio, del Patrimonio Cultural Valenciano (DOCV Núm. 5.449 / 13/02/2007).
La ermita se ubica en el monte Timor, a unos 950 metros de altitud. Se llega a ella siguiendo una vía pecuniaria, que desde Benasal por la calle San Francisco lleva a ella.

## Historia
La ermita comenzó a construirse en el año 1557 con la intención de solicitar la intercesión del santo ante la grave epidemia de peste que padecía la zona. Se terminó su construcción en 1559, procediéndose a la bendición de la ermita el mismo día de la celebración de San Roque, el 16 de agosto. Pronto la ermita se quedó pequeña y fueron necesarias ampliaciones y reformas, que se sucedieron entre 1595 y 1599, y fueron realizadas por un grupo de maestros franceses.
La Guerra de Sucesión, deterioró considerablemente la ermita, perdiendo prácticamente todo el patrimonio artístico que contenía. Se comenzaron las obras de reconstrucción en 1718, momento en el que se construyó también una nueva casa para el ermitaño, así como una sacristía en el piso superior. Pese a que se trató de conservar mediante reformas y mejoras, con la guerra del 36 se produjo su destrucción, y pese a realizarse su reconstrucción tras la contienda, se dejó sin mantenimiento lo que provocó que a finales del siglo XX su estado de conservación fuera deplorable, por lo que fue necesaria su restauración completa.

## Descripción
La ermita presenta en su exterior una plazoleta, enmarcada por un pequeño muro semicircular que se construyó a mediados del siglo XIX. En el centro se observa una especie de peirón, consistente en una peana de piedra con una cruz de forja datada de 1908.
La ermita tiene una planta rectangular, fábrica de mampostería y cubierta a dos aguas. La casa del ermitaño y la sacristía están adosados al ábside. El acceso al lugar de culto se realiza por una portada de piedras que enmarca con dovelas y sillares la puerta de entrada en forma de arco de medio punto con la inscripción de la fecha de finalización de la obra inicial en 1557. Como adorno de la fachada destaca la ventana que se abre en el frontón y el remate con una espadaña con cubierta de tejas y una campana.
Las dimensiones interiores son de 20 metros de longitud por 9,30 metros de anchura, y presenta a ambos lados cuatro arcos que se sitúan frente a sendas capillas. La cubierta interior es de bóveda de cañón y a ambos lados tiene con lunetos ciegos, menos en el presbiterio, en donde se imita una  bóveda de crucería con anchos nervios que acaban en ménsulas y que coinciden en clave central. En el altar está la imagen de San Roque, y a ambos lados pinturas de San José y de la Virgen de los Desamparados.
La ermita originaria había sido dotada con un retablo gótico y una imagen de San Roque, los cuales se mejoraron por, Josep Ribera, el primer ermitaño que hubo, quien incluso trajo una reliquia del santo desde Montpellier.
La fiesta del santo se celebra el día 16 de agosto, llevándose a cabo una romería que sube a pie desde la iglesia parroquial, luego se oficia una misa y se reparte el pan bendecido.